# NGC 51
NGC 51 је лентикуларна галаксија у сазвежђу Андромеда која се налази на NGC листи објеката дубоког неба.
Деклинација објекта је + 48° 15' 22" а ректасцензија 0h 14m 34,8s. Привидна величина (магнитуда) објекта NGC 51 износи 13,2 а фотографска магнитуда 14,2. NGC 51 је још познат и под ознакама UGC 138, MCG 8-1-35, CGCG 549-31, NPM1G +47.0009, PGC 974.